# Etc.
Etc. este un acronim folosit relativ frecvent în limba română, o prescurtare a expresiei et caetera din limba latină, însemnând "și celelalte". A început să fie folosit în limba română de către corifeii Școlii Ardelene și a continuat să fie folosit constant atât în limba scrisă, cât și în cea vorbită, până în zilele noastre.
Limba română prezintă și alte acronime ce au aceeași semnificație semantică precum cea a etc.-ului, aceea de a recunoaște recurența unei reguli de orice natură ce permite cititorului sau vorbitorului să continue prin extrapolare seria începută anterior.
- ș.a. - și altele
- ș.a.m.d. - și așa mai departe
- ș.c.l. - și celelalte   lucruri

Desigur, de-a lungul timpului, din motive foarte diferite, unele sau altele din aceste abrevieri au devenit mai frecvent sau mai puțin frecvent utilizate atât în limba vorbită, cât și în cea scrisă, sau au căzut în desuetudine.

## Regulă
În limba română nu se pune virgulă înainte de etc., iar ghilimelele sunt: „XXX”. În schimb, în cazul unui articol scris în limba franceză, se va pune virgulă înainte de etc. (conform normelor franceze), iar ghilimelele sunt unghiulare: « XXX ».